# Џо Џонсон (играч снукера)
Џо Џонсон (енгл. Joe Johnson; 29. јул 1952, Бредфорд) бивши је енглески професионални играч снукера. Најпознатији по победи на Светском првенству 1986. године, након што је турнир почео као аутсајдер.
Бивши финалиста енглеског аматерског првенства и светског аматерског првенства, Џонсон је постао професионалац 1979. и након неколико година као нерангирани играч, стигао је до финала турнира професионалних играча 1983. где је тесно изгубио 8 : 9 од Тонија Ноулса. Године 1986, као велики аутсајдер, победио је Стива Дејвиса са 18 : 12 и освојио Светско првенство у снукеру. Следеће године је поново стигао до финала, али је овај пут изгубио од Дејвиса резултатом 14 : 18; био је најближи разбијању „проклетства Крусибла” него било који други играч.